# Frédéric Mistral
Frédéric Mistral (Maillane, 8 september 1830 – aldaar, 25 maart 1914) was een Franse schrijver en winnaar van de Nobelprijs voor Literatuur in 1904, samen met de Spaanse toneelschrijver José Echegaray. Hij werd vooral bekend als verdediger van het Occitaans, een taal die in Zuid-Frankrijk wordt gesproken.

## Biografie
Het geboortedorp van Frédéric Mistral, Maillane, ligt net ten noorden van de stad Arles in Zuid-Frankrijk. Na zijn jeugd daar door te hebben gebracht, studeerde hij rechten aan de Universiteit van Provence in Aix-en-Provence. In Aix leerde hij de Occitaanse taal en geschiedenis en werd hij een voorvechter van de Provençaalse zaak. Volgens hem is het Occitaans of Provençaals de eerste nog levende taal van beschaafd Europa.
In 1854 behoorde hij tot de oprichters, van de "Félibrige", een vereniging van schrijvers en dichters met als doel de bevordering van de Provençaalse taal en culturele identiteit. Ook een van zijn vrienden, Alphonse Daudet, trad toe tot dit genootschap. Het genootschap bouwde netwerken op met schrijvers van andere Europese talen die slechts regionaal worden gesproken, en dan met name het Catalaans, de taal waar het Occitaans het nauwst verwant aan is. Het Occitaans maakte in die tijd een kleine renaissance door.
In 1859 verscheen het lange gedicht van Mistral, Mireio (Mireille). Aan dit gedicht had hij vele jaren gewerkt. Zijn stijl is duidelijk romantisch. Mireio probeert terug te grijpen op de liefdeszangen van de middeleeuwse troubadours. Hij droeg het op aan Alphonse de Lamartine, een voorman van de Romantische stroming in Frankrijk aan wie hij veel te danken heeft.
De opleving van de Occitaanse taal en cultuur duurde totdat Frankrijk de Frans-Duitse Oorlog verloor en er na de Commune van Parijs onder de sterk gecentraliseerde Derde Republiek geen plaats meer was voor regionale afzonderlijkheden en Frans de norm werd.
In 1878 publiceerde hij een woordenboek van het Provençaals van de Rhône-vallei waaraan hij jaren had gewerkt: Lou tresor dou Félibrige.
In 1904 won hij de Nobelprijs voor Literatuur gezamenlijk met de Spaanse schrijver José Echegaray. Het prijzengeld schonk hij aan het museum Arlaten dat hij vijf jaar daarvoor in Arles had gesticht. Dat museum is gewijd aan de Provençaalse geschiedenis en folklore.
Mistrai stierf op 25 maart 1914 en wordt in Frankrijk nog steeds alom geëerd met de vernoeming van straten en scholen en door middel van plaquettes en beelden.

## Werken
Gedicht:
- Mireio, 1859

Dichtbundels:
- Calendau, 1867
- Lis isclo d'or (De gouden eilanden), 1875
- Nerto, 1885
- La Rèina Jano, 1890
- Lou pouémo dóu Rose (Het lied van de Rhône), 1897

Woordenboek van de Occitaanse taal:
- Lou tresor dou Félibrige, 1878

De opera Mireille van Charles Gounod is gebaseerd op Mireio.
- Bibsys: 90102476
- Biblioteca Nacional de Chile: 000156449
- Biblioteca Nacional de España: XX986443
- Bibliothèque nationale de France: cb11916301p (data)
- Catàleg d'autoritats de noms i títols de Catalunya: 981058519904106706
- CiNii: DA00459318
- Digitale Bibliotheek voor de Nederlandse Letteren: mist007
- Gemeinsame Normdatei: 118734180
- International Standard Name Identifier: 0000 0001 2100 755X
- Library of Congress Control Number: n50000937
- Nationale Bibliotheek van Letland: 000245737
- Base Léonore: LH//1889/57
- MusicBrainz: cd3ca017-4260-4e2b-9c39-b0cc6208821e
- Bibliotheek van het Japanse parlement: 00450192
- Nationale Bibliotheek van Tsjechië: jo20000080728
- Nationale bibliotheek van Australië: 35355779
- Nationale Bibliotheek van Israël: 987007265417905171
- Nationale Bibliotheek van Polen: a0000001244875
- Nationale en Universitaire bibliotheek Zagreb: 000330792
- Nederlandse Thesaurus van Auteursnamen: 068312709
- Istituto Centrale per il Catalogo Unico: CFIV075612
- LIBRIS: 272996
- SNAC: w6rf66j2
- Système universitaire de documentation: 027032078
- Trove: 923577
- Virtual International Authority File: 39381417
- WorldCat: E39PBJrWD6qkMT3j4G33hfcQMP

1901: Prudhomme ·
1902: Mommsen ·
1903: Bjørnson ·
1904: Mistral, Echegaray ·
1905: Sienkiewicz ·
1906: Carducci ·
1907: Kipling ·
1908: Eucken ·
1909: Lagerlöf ·
1910: Heyse ·
1911: Maeterlinck ·
1912: Hauptmann ·
1913: Tagore ·
1915: Rolland ·
1916: Heidenstam ·
1917: Gjellerup, Pontoppidan ·
1919: Spitteler ·
1920: Hamsun ·
1921: France ·
1922: Benavente ·
1923: Yeats ·
1924: Reymont ·
1925: Shaw ·
1926: Deledda ·
1927: Bergson ·
1928: Undset ·
1929: Mann ·
1930: Lewis ·
1931: Karlfeldt ·
1932: Galsworthy ·
1933: Boenin ·
1934: Pirandello ·
1936: O'Neill ·
1937: Gard ·
1938: Buck ·
1939: Sillanpää ·
1944: Jensen ·
1945: Mistral ·
1946: Hesse ·
1947: Gide ·
1948: Eliot ·
1949: Faulkner ·
1950: Russell ·
1951: Lagerkvist ·
1952: Mauriac ·
1953: Churchill ·
1954: Hemingway ·
1955: Laxness ·
1956: Jiménez ·
1957: Camus ·
1958: Pasternak ·
1959: Quasimodo ·
1960: Perse ·
1961: Andrić ·
1962: Steinbeck ·
1963: Seferis ·
1964: Sartre (geweigerd) ·
1965: Sjolochov ·
1966: Agnon, Sachs ·
1967: Asturias ·
1968: Kawabata ·
1969: Beckett ·
1970: Solzjenitsyn ·
1971: Neruda ·
1972: Böll ·
1973: White ·
1974: Johnson, Martinson ·
1975: Montale ·
1976: Bellow ·
1977: Aleixandre ·
1978: Singer ·
1979: Elýtis ·
1980: Miłosz ·
1981: Canetti ·
1982: García Márquez ·
1983: Golding ·
1984: Seifert ·
1985: Simon ·
1986: Soyinka ·
1987: Brodsky ·
1988: Mahfoez ·
1989: Cela ·
1990: Paz ·
1991: Gordimer ·
1992: Walcott ·
1993: Morrison ·
1994: Oë ·
1995: Heaney ·
1996: Szymborska ·
1997: Fo ·
1998: Saramago ·
1999: Grass ·
2000: Gao ·
2001: Naipaul ·
2002: Kertész ·
2003: Coetzee ·
2004: Jelinek ·
2005: Pinter ·
2006: Pamuk ·
2007: Lessing ·
2008: Le Clézio ·
2009: Müller ·
2010: Vargas Llosa ·
2011: Tranströmer ·
2012: Mo ·
2013: Munro ·
2014: Modiano ·
2015: Aleksijevitsj ·
2016: Dylan ·
2017: Ishiguro ·
2018: Tokarczuk ·
2019: Handke ·
2020: Glück ·
2021: Gurnah ·
2022: Ernaux ·
2023: Fosse ·
2024: Kang ·